# James McLane
James Price Jr. McLane, conegut com a Jimmy McLane o James McLane   (Pittsburgh, 13 de setembre de 1930 - Ipswich, 13 de desembre de 2020) fou un nedador estatunidenc, especialista en crol i guanyador de quatre medalles olímpiques.
Va participar, als 17 anys, en els Jocs Olímpics d'Estiu de 1948 celebrats a Londres (Regne Unit), on va aconseguir guanyar la medalla d'or en els 1.500 metres lliures i en els relleus 4x200 metres lliures, establint l'equip nord-americà en aquesta última prova un nou rècord del món amb temps 8:46.0 minuts. En aquests Jocs també participà en els 400 metres lliures, on aconseguí guanyar la medalla de plata.
En els Jocs Olímpics d'Estiu de 1952 realitzats a Hèlsinki (Finlàndia) va aconseguir revalidar la medalla d'or en els relleus 4x200 metres lliures, establint un rècord olímpic amb un temps de 8:31.1 minuts. Així mateix finalitzà quart en els 1.500 metres lliures, guanyant així un diploma olímpic, i setè en els 400 metres lliures.
Al llarg de la seva carrera guanyà tres medalles en els Jocs Panamericans, totes elles d'or.